# Explorarea planetei Jupiter

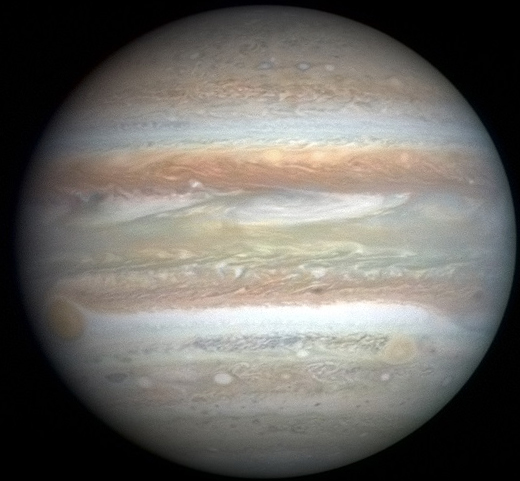
Jupiter

Explorarea planetei Jupiter a început în 1973 odată sosirea navei spațiale Pioneer 10 în sistemul jovian și a continuat cu alte opt misiuni de nave spațiale. Toate aceste misiuni au fost întreprinse de către Administrația Națională Aeronautică și Spațială  (NASA) și toate, cu excepția a două, au fost survolări care făceau observații detaliate fără aterizare sau intrare pe orbită. Aceste sonde fac ca Jupiter să fie cea mai vizitată dintre planetele exterioare ale Sistemului Solar întrucât toate misiunile către Sistemul Solar exterior au folosit Jupiter pentru asistență gravitațională, reducând necesarul de combustibil. La 5 iulie 2016, nava spațială Juno a intrat pe orbita planetei – a doua navă care a făcut acest lucru. Trimiterea unei nave pe Jupiter este dificilă, mai ales din cauza cerințelor mari de combustibil și a efectelor radiațiilor aspre ale planetei.
Prima navă spațială care a vizitat Jupiter a fost Pioneer 10 în 1973, urmată un an mai târziu de Pioneer 11. Pe lângă realizarea primelor imagini de prim-plan ale planetei, sondele i-au descoperit magnetosfera și interiorul în mare parte fluid. Sondele Voyager 1 și Voyager 2 au vizitat planeta în 1979 și i-au studiat lunile și sistemul inelar, descoperind activitatea vulcanică a lui Io și prezența gheții de apă pe suprafața Europei. Sonda Ulysses a continuat să studieze magnetosfera lui Jupiter în 1992 și apoi din nou în 2000. Sonda Cassini s-a apropiat de planetă în 2000 și a făcut imagini foarte detaliate ale atmosferei acesteia. Sonda spațială New Horizons a trecut pe lângă Jupiter în 2007 și a făcut măsurători îmbunătățite ale parametrilor acestuia și ai sateliților săi.

## Cerințe tehnice

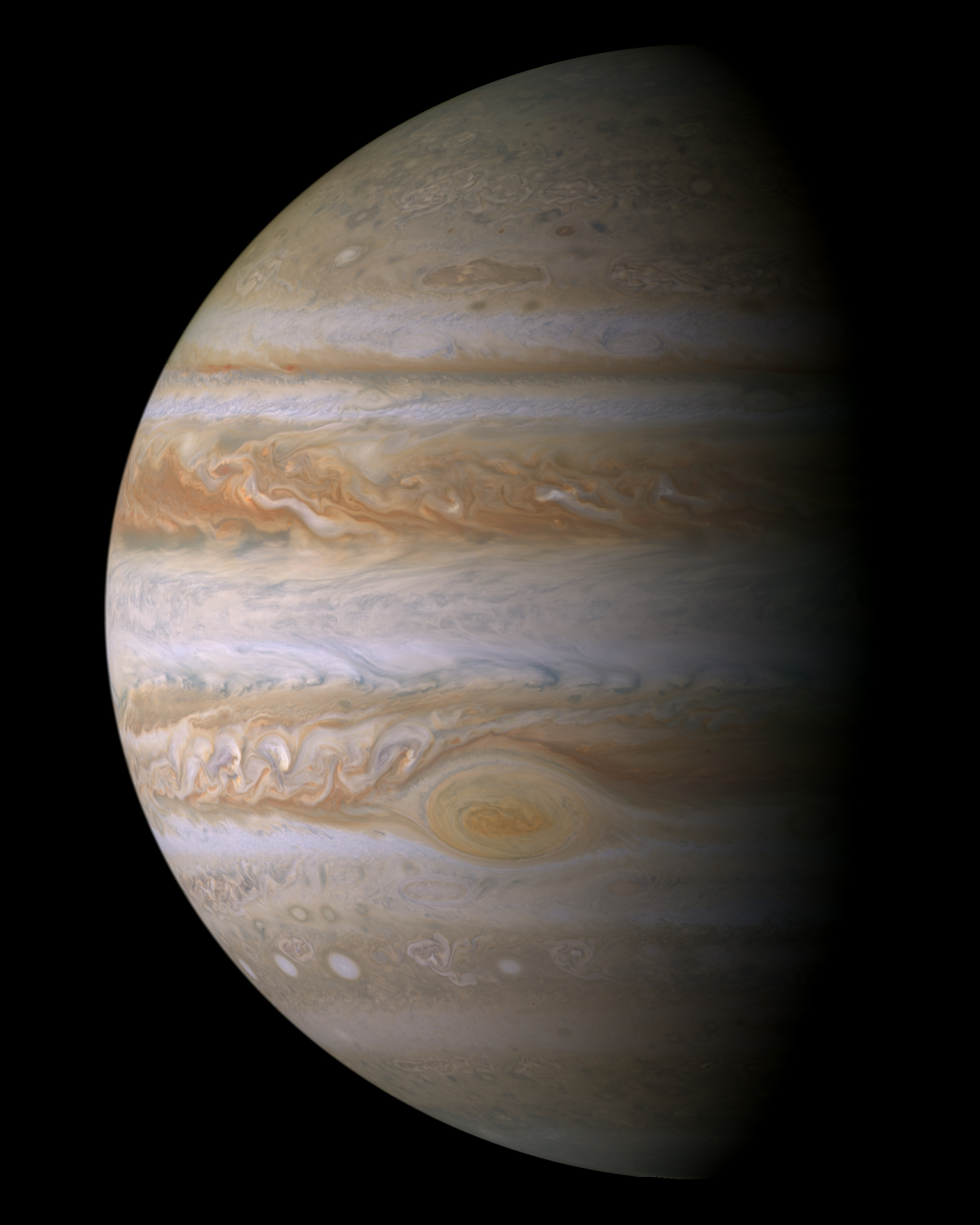
Jupiter văzută de Cassini

Zborurile de pe Pământ către alte planete din Sistemul Solar au un cost energetic ridicat. Cantitatea de energie necesară pentru a ajunge la Jupiter de pe  orbita Pământului este aproximativ aceeași cu cea necesară pentru a părăsi suprafața Pământului și a intra pe o orbită joasă a Pământului. În astrodinamică, această cheltuială energetică este definită prin modificarea vitezei navei sau delta-v. Energia necesară pentru a ajunge la Jupiter de pe o orbită a Pământului necesită o delta-v de aproximativ 9 km/s, comparativ cu 9,0–9,5 km/s pentru a ajunge de la sol pe o orbită joasă a Pământului. Cu toate acestea, asistența gravitațională prin survoluri planetare (cum ar fi Pământ sau Venus) poate fi utilizată pentru a economisi combustibil, deși crește semnificativ timpul necesar pentru a ajunge la destinația finală în comparație cu traiectoria directă. Pe sonda spațială Dawn s-au folosit propulsoare ionice capabile de o delta-v de peste 10 kilometri/s. Aceasta este o delta-v mai mult decât suficientă pentru a efectua o misiune de zbor către Jupiter de pe o orbită solară cu aceeași rază ca cea a Pământului fără asistență gravitațională.
O problemă majoră în trimiterea de sonde spațiale către Jupiter este că planeta nu are o suprafață solidă pe care să se aterizeze, existând o tranziție lină între atmosfera planetei și interiorul său fluid. Orice sondă care coboară în atmosferă este, în cele din urmă, strivită de presiunile imense din Jupiter. 
O altă problemă majoră este cantitatea de radiații la care este supusă o sondă spațială, din cauza mediului dur de particule încărcate din jurul lui Jupiter. De exemplu, când Pioneer 11 s-a apropiat cel mai mult de planetă, nivelul de radiație a fost de zece ori mai puternic decât au prezis designerii sondelor Pioneer, ceea ce a dus la temeri că sondele nu vor supraviețui. Cu câteva defecțiuni minore, sonda a reușit să treacă prin centurile de radiații, dar a pierdut majoritatea imaginilor satelitului Io, deoarece radiația a făcut ca polarimetrul de imagistică al lui Pioneer să primească comenzi false. Nava spațială Voyager mult mai avansată tehnologic a trebuit să fie reproiectată pentru a face față nivelurilor de radiație. De-a lungul celor opt ani când sonda spațială Galileo a orbitat în jurul planetei, doza de radiație a sondei a depășit cu mult specificațiile sale de proiectare, iar sistemele sale au căzut de mai multe ori. Giroscoapele navei spațiale au prezentat adesea erori, iar uneori, au apărut arcuri electrice între părțile sale rotative și nerotative, făcând-o să intre în modul sigur, ceea ce a dus la pierderea totală a datelor de pe orbitele 16, 18 și 33. Radiația a provocat, de asemenea, schimbări de fază în oscilatorul de cuarț ultra-stabil al lui Galileo.

## Misiuni

### ProgramulPioneer(1973 și 1974)

Animație a traiectoriei lui Pioneer 11 în jurul lui Jupiter din 30 noiembrie 1974 până la 5 decembrie 1974
Pioneer 11·
Jupiter·
Io·
Europa ·
Ganymede ·
Callisto

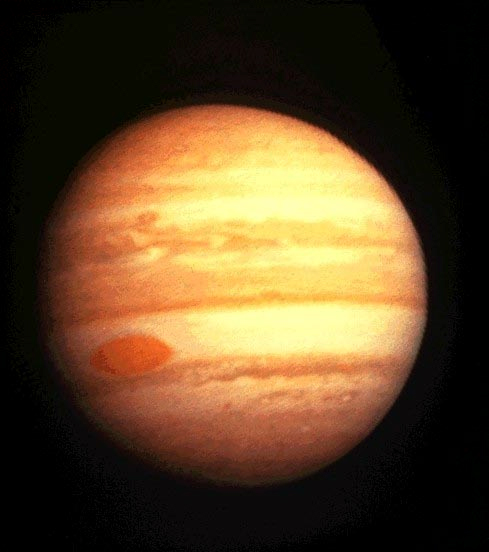
Imagine a lui Jupiter făcută de Pioneer 10, prima navă spațială care a vizitat planeta.

Prima navă spațială care a explorat Jupiter a fost Pioneer 10, care a zburat pe lângă planetă în decembrie 1973, urmată de Pioneer 11 un an mai târziu. Pioneer 10 a obținut primele imagini de prim-plan cu Jupiter și lunile sale galileene; nava spațială a studiat atmosfera planetei, a detectat câmpul magnetic al acesteia, i-a observat centurile de radiații și a stabilit că Jupiter este în principal fluid. La 4 decembrie 1974, Pioneer 11 s-a apropiat cel mai mult, la aproximativ 34.000 km de vârfurile norilor lui Jupiter. A obținut imagini ale Marii Pate Roșii, a făcut prima observație a imenselor regiuni polare ale lui Jupiter și a determinat masa satelitului Callisto. Informațiile adunate de aceste două nave spațiale i-au ajutat pe astronomi și ingineri să îmbunătățească proiectarea viitoarelor sonde pentru a face față mai eficient mediului din jurul giganticei planete.

### ProgramulVoyager(1979)
Voyager 1 a început să fotografieze Jupiter în ianuarie 1979 și la 5 martie 1979 s-a apropiat cel mai mult, la o distanță de 349.000 km de centrul planetei. Apropierea a permis o rezoluție mai mare a imaginilor, deși durata scurtă a zborului a însemnat că cele mai multe observații ale lunilor, inelelor, câmpului magnetic și mediului de radiații ale lui Jupiter au fost făcute în perioada de 48 de ore, chiar dacă Voyager 1 a continuat să fotografieze planeta până în aprilie. A fost urmată curând de Voyager 2, care s-a apropiat cel mai mult la 9 iulie 1979, la 576.000 km distanță de vârfurile norilor planetei. Sonda a descoperit inelul lui Jupiter, a observat vortexuri complicate în atmosfera sa, a observat vulcani activi pe Io, un proces analog cu tectonica plăcilor de pe Ganimede și numeroase cratere pe Callisto.

Secvența de imagini a apropierii lui Voyager 1 de Jupiter.

Misiunile Voyager ne-au îmbunătățit considerabil înțelegerea lunilor galileene și au descoperit inelele lui Jupiter. De asemenea, au luat primele imagini de prim-plan ale atmosferei planetei, dezvăluind Marea Pată Roșie ca o furtună complexă care se mișcă în sens invers acelor de ceasornic. Alte furtuni mai mici și vârtejuri au fost găsite în norii cu benzi. Doi noi sateliți, Adrastea și Metis, au fost descoperiți orbitând marginea exterioară a inelelor, aceșia devenind primii sateliți ai lui Jupiter descoperiți de o sondă spațială. Un al treilea satelit nou, Theba, a fost descoperit între orbitele Amalthea și Io.
Descoperirea activității vulcanice pe satelitul Io a fost cea mai mare descoperire neașteptată a misiunii, deoarece a fost prima dată când un vulcan activ a fost observat pe un alt corp ceresc în afara Pământului. Împreună, sondele Voyager au înregistrat erupția a nouă vulcani pe Io, precum și dovezi pentru alte erupții care au avut loc între întâlnirile cu Voyager.
Europa a afișat un număr mare de trăsături liniare care se intersectează în fotografiile cu rezoluție scăzută de la Voyager 1. La început, oamenii de știință au crezut că trăsăturile ar putea fi crăpături adânci, cauzate de ruperea crustei sau de procese tectonice. Fotografiile de înaltă rezoluție de la Voyager 2, făcute mai aproape de Jupiter, i-au lăsat nedumeriți pe oamenii de știință, deoarece caracteristicile din aceste fotografii lipseau aproape în întregime pe relieful topografic. Acest lucru i-a determinat pe mulți să sugereze că aceste fisuri ar putea fi similare cu banchizele de pe Pământ și că Europa ar putea avea un interior de apă lichidă. Europa poate fi activă intern din cauza încălzirii mareelor la un nivel de aproximativ o zecime față de Io și, ca urmare, se crede că luna are o crustă subțire de mai puțin de 30 de kilometri grosime de gheață de apă, posibil plutind pe un ocean de 50 de kilometri adâncime.

### Ulysses(1992)
La 8 februarie 1992, sonda solară Ulysses a zburat pe lângă polul nord al lui Jupiter la o distanță de 451.000 km. Această manevră de asistență gravitațională a fost necesară pentru ca Ulysses să realizeze o orbită cu înclinație foarte mare în jurul Soarelui, crescând înclinația sa cu ecliptica la 80,2°.  Orbita navei spațiale a rămas la un afeliu de aproximativ 5 AU (distanța de la Jupiter la Soare), în timp ce periheliul său a rămas la aproximativ 1 AU (distanța de la Pământ la Soare). În timpul întâlnirii cu Jupiter, sonda a făcut măsurători ale magnetosferei planetei. Deoarece sonda nu avea camere, nu au fost făcute imagini. 
În februarie 2004, sonda a ajuns din nou în vecinătatea lui Jupiter. De data aceasta, distanța față de planetă a fost mult mai mare — aproximativ 120 de milioane de km — dar a făcut observații suplimentare ale lui Jupiter.

### Galileo(1995–2003)

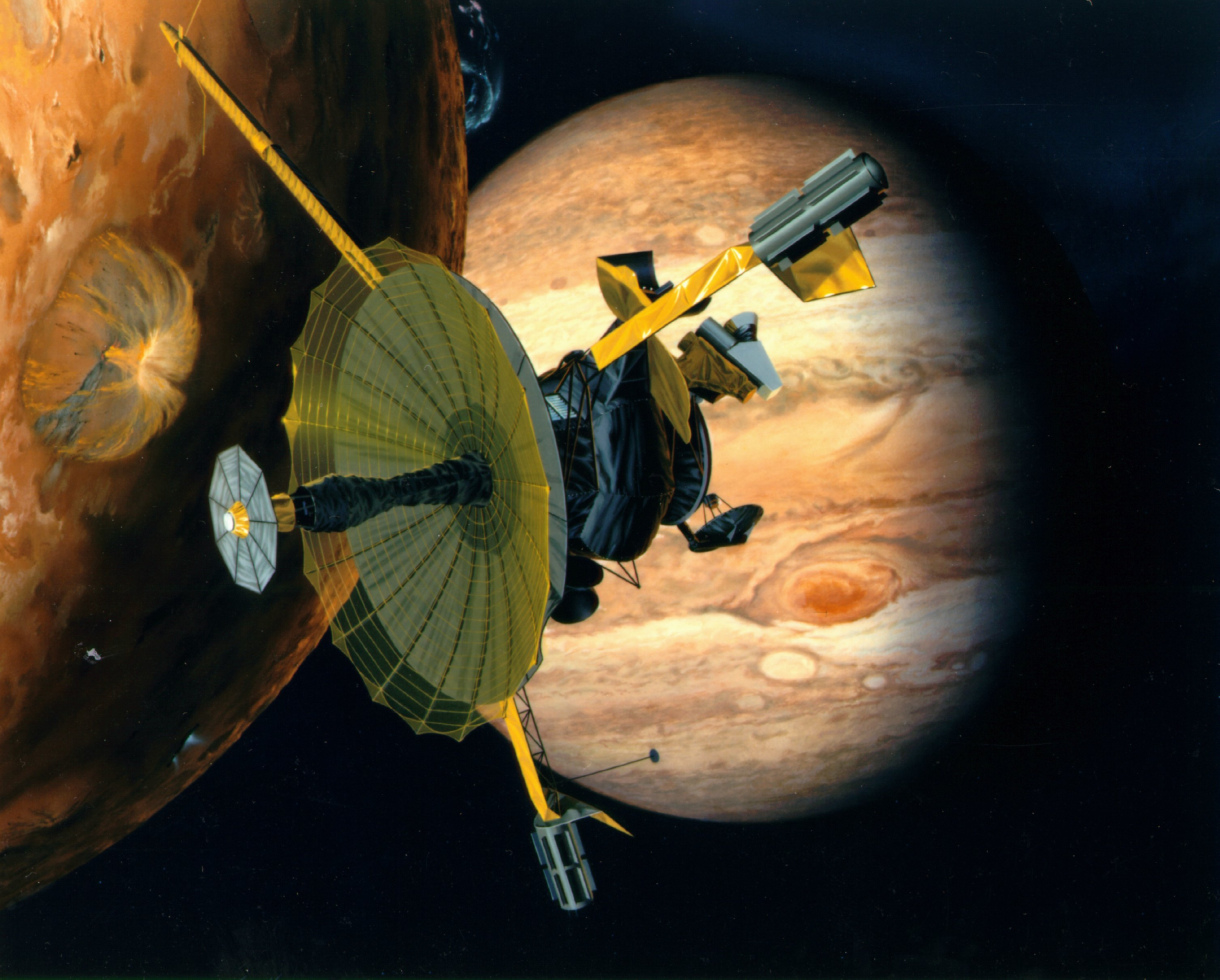
Impresie artistică despre întâlnirea lui Galileo cu Io și Jupiter

Prima navă spațială care a orbitat Jupiter a fost orbitatorul Galileo, care a intrat pe orbită în jurul lui Jupiter la 7 decembrie 1995. A orbitat planeta timp de peste șapte ani, făcând 35 de orbite înainte de a fi distrusă la 21 septembrie 2003 în timpul unui impact controlat cu Jupiter. În această perioadă, a adunat o cantitate mare de informații despre sistemul jovian, inclusiv mai multe survolări ale tuturor lunilor galileene. Cantitatea de informații nu a fost atât de mare pe cât era de așteptat din cauza unei erori la antena de transmisie radio. Galileo a observat și impactul Cometei Shoemaker-Levy 9 în 1994 și a trimis o sondă atmosferică în atmosfera lui Jupiter în decembrie 1995.

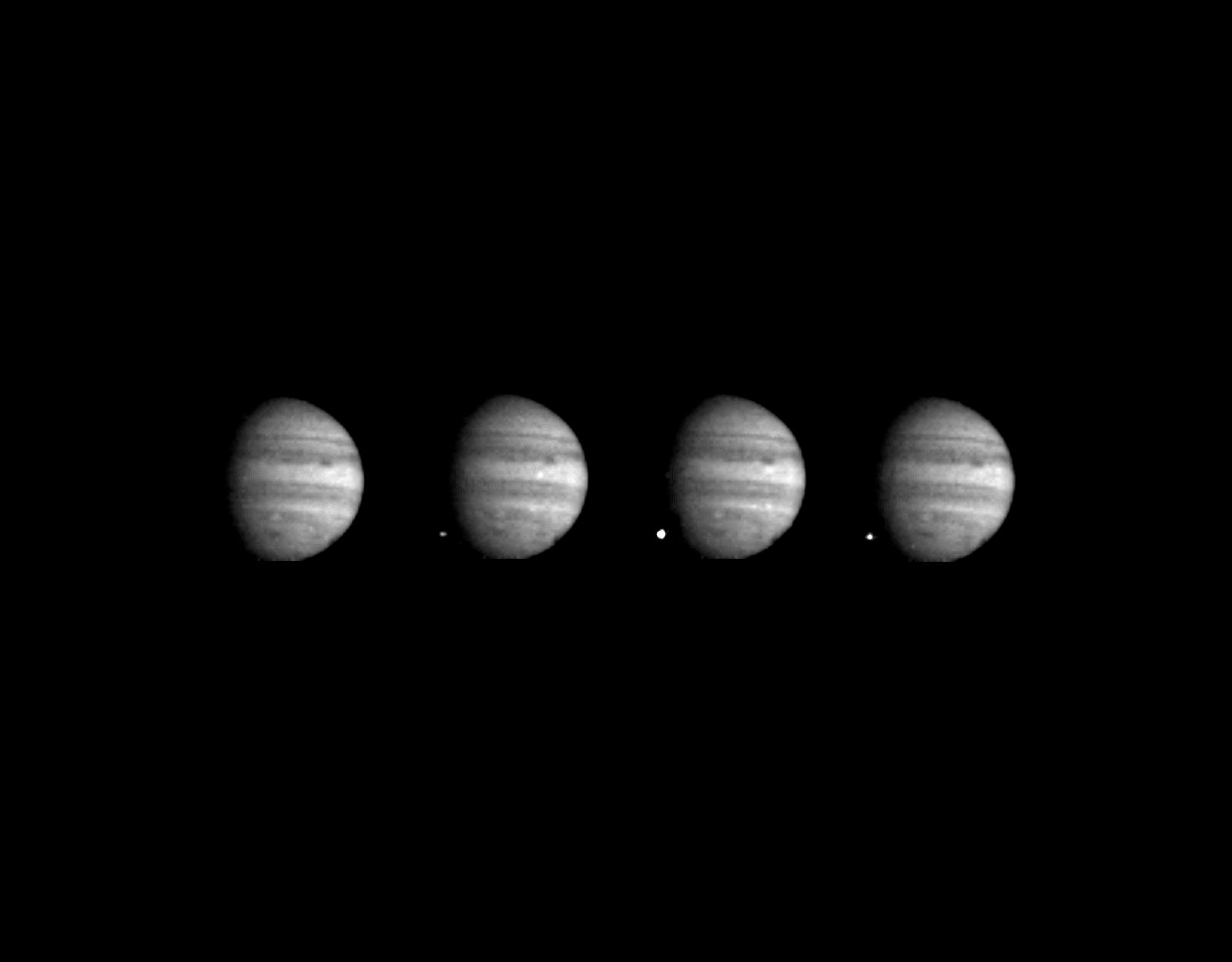
Secvență de imagini realizate de Galileo cu câteva secunde înainte ca un fragment incandescent al cometei Shoemaker-Levy 9 să se ciocnească de Jupiter

Camerele de pe sonda Galileo au observat fragmente ale cometei Shoemaker–Levy 9 între 16 și 22 iulie 1994, când s-au ciocnit de emisfera sudică a lui Jupiter cu o viteză de aproximativ 60 km/s. Aceasta a fost prima observație directă a unei coliziuni extraterestre a obiectelor din Sistemul Solar. Impactul a avut loc pe partea lui Jupiter care nu era vizibilă de pe Pământ la acea vreme, iar Galileo, care se afla la 1,6 AU (240 de milioane de km) de planetă, a putut vedea impactul. Instrumentele sale au detectat o minge de foc care a atins un vârf de temperatură de aproximativ 24.000 K (prin comparație, temperatura tipică din vârful norilor lui Jupiter este de aproximativ 130 K (−143 °C)), iar urma mingii de foc a atins o înălțime de peste 3.000 km.
O sondă atmosferică a fost eliberată de pe navă spațială în iulie 1995, intrând în atmosfera planetei la 7 decembrie 1995. După o coborâre în atmosfera joviană, sonda a aruncat rămășițele scutului său termic și a deschis parașuta după care a a traversat aproximativ 150 km de atmosferă, culegând date timp de 57,6 minute, înainte de a fi zdrobită de presiunea de aproximativ 22 de ori mai mare decât presiunea de pe Pământ și de temperatura de 153 °C. Orbitatorul Galileo însuși a experimentat o versiune mai rapidă a aceleiași soarte când a fost îndreptat în mod deliberat spre planetă la 21 septembrie 2003 cu o viteză de peste 50 km/s, pentru a evita orice posibilitate ca acesta să se prăbușească și să contamineze Europa..
Printre rezultatele științifice majore ale misiunii Galileo se numără:
- prima observație a norilor de amoniac în atmosfera unei alte planete — atmosfera creează particule de gheață de amoniac din materialul care vine de la adâncimi mai mici
- confirmarea activității vulcanice extinse pe Io — care este de 100 de ori mai mare decât cea găsită pe Pământ; căldura și frecvența erupțiilor amintesc de Pământul timpuriu
- observarea interacțiunilor complexe cu plasmă în atmosfera lui Io care creează curenți electrici imenși care se cuplează cu atmosfera lui Jupiter
- dovezi care susțin teoria conform căreia  sub suprafața înghețată a Europei există oceane lichide
- prima detectare a unui câmp magnetic substanțial în jurul unui satelit (Ganymede)
- dovezi care sugerează că Europa, Ganymede și Callisto au un strat de apă sărată lichidă sub suprafața vizibilă
- dovezi pentru un strat atmosferic subțire pe Europa, Ganymede și Callisto cunoscut sub numele de „exosferă legată de suprafață”
- înțelegerea formării inelelor lui Jupiter (prin praful care s-a prăbușit în lunile interioare ale planetei) și observarea a două inele exterioare și posibilitatea unui inel separat de-a lungul orbitei Amalthea
- identificarea structurii și dinamicii globale a magnetosferei planetei.

La 11 decembrie 2013, NASA a raportat, pe baza rezultatelor misiunii Galileo, detectarea de „minerale asemănătoare argilei” (în special, filosilicați), adesea asociate cu materiale organice, pe crusta înghețată a Europei, satelitul lui Jupiter. Conform oamenilor de știință prezența mineralelor ar fi putut fi rezultatul unei coliziuni cu un asteroid sau cu o cometă.

### Cassini(2000)
În 2000, sonda Cassini, în drum spre Saturn, a zburat pe lângă Jupiter și a oferit imagini cu cea mai înaltă rezoluție realizate vreodată ale planetei. La 30 decembrie 2000 a făcut apropierea maximă de planetă și multe măsurători științifice. Aproximativ 26.000 de imagini cu Jupiter au fost luate în timpul zborului de câteva luni. A produs cel mai detaliat portret color global al lui Jupiter de până acum, în care cele mai mici trăsături vizibile au o lungime de aproximativ 60 km.
O descoperire majoră a zborului, anunțată la 5 martie 2003, a fost circulația atmosferică a lui Jupiter. În atmosfera planetei, centurile întunecate alternează cu zone luminoase, iar zonele, cu norii lor palizi, au fost considerate anterior de către oamenii de știință ca fiind zone de aer ascendent. Analiza imaginilor Cassini a arătat că centurile întunecate conțin zone individuale de furtună de nori albi strălucitori care se ridică, prea mici pentru a fi văzute de pe Pământ.
Alte observații atmosferice au inclus un vârtej întunecat în formă ovală de ceață atmosferică înaltă, de dimensiunea Marii Pate Roșii, lângă polul nord al lui Jupiter. Imaginile în infraroșu au dezvăluit aspecte ale circulației în apropierea polilor, cu benzi de vânturi care înconjoară globul și benzi adiacente care se mișcă în direcții opuse. De asemenea, împrăștierea luminii de către particulele din inelele lui Jupiter a arătat că particulele erau de formă neregulată (mai degrabă decât sferică) și probabil că au provenit din materialul auncat din impactul micrometeoriților asupra lunilor lui Jupiter. La 19 decembrie 2000, nava spațială Cassini a capturat o imagine cu rezoluție foarte scăzută a lunii Himalia, însă nu s-au putut observa detalii ale suprafeței.

### New Horizons(2007)

Erupție vulcanică pe Io, văzută de New Horizons în 2008

Sonda New Horizons, în drum spre Pluto, a survolat Jupiter pentru asistență gravitațională și a fost prima sondă lansată direct către Jupiter de la Ulysses în 1990. A făcut primele fotografii ale lui Jupiter la 4 septembrie 2006. Nava spațială a început studiul suplimentar al sistemului jovian în decembrie 2006 și a făcut apropierea maximă la 28 februarie 2007.
Deși era aproape de Jupiter, instrumentele de pe New Horizons au făcut măsurători rafinate ale orbitelor lunilor interioare ale lui Jupiter, în special a lunii Amalthea. Camerele sondei au măsurat vulcanii de pe Io, au studiat toate cele patru luni galileene în detaliu și au făcut studii la distanță lungă ale lunilor exterioare  Himalia și Elara. A studiat Mica Pată Roșie a lui Jupiter și magnetosfera planetei și sistemul de inele.
La 19 martie 2007, computerul de comandă și manipulare a datelor a experimentat o eroare de memorie și s-a repornit singur, făcând ca nava spațială să intre în modul sigur. Nava și-a revenit complet în două zile, cu unele pierderi de date. Datorită dimensiunii imense a sistemului Jupiter și apropierii relative a sistemului jovian de Pământ, în comparație cu apropierea lui Pluto de Pământ, New Horizons a trimis înapoi pe Pământ mai multe date de la întâlnirea cu Jupiter decât la întâlnirea cu Pluto.

### Juno(2016)

Animație a traiectoriei lui Juno în jurul lui Jupiter de la 1 iunie 2016 până la 21 octombrie 2025.

NASA a lansat nava spațială Juno la 5 august 2011 pentru a studia Jupiter în detaliu. A intrat pe orbită polară a lui Jupiter la 5 iulie 2016. Nava spațială studiază compoziția planetei, câmpul gravitațional, câmpul magnetic și magnetosfera polară. Juno caută, de asemenea, indicii despre cum s-a format Jupiter, inclusiv dacă planeta are un nucleu stâncos, cantitatea de apă prezentă în atmosferă și modul în care masa este distribuită în interiorul planetei. Juno studiază și vânturile de pe Jupiter, care pot atinge viteze de 600 km/h.
Juno a adunat informații despre fulgerul jovian, a oferit primele vederi ale polului nord al lui Jupiter și a furnizat informații despre aurorele, câmpul magnetic și atmosfera lui Jupiter. Juno a descoperit că magnetosfera lui Jupiter este neuniformă și haotică. 
Analizând datele de la Juno oamenii de știință au descoperit că Jupiter nu are un nucleu solid așa cum se credea anterior, ci un nucleu difuz format din bucăți de rocă și hidrogen metalic. Acest nucleu deosebit poate fi rezultatul unei coliziuni care a avut loc la începutul formării lui Jupiter.

### Jupiter Icy Moons Explorer(2023)
Jupiter Icy Moons Explorer (JUICE) de la ESA a fost selectat ca parte a programului de știință Cosmic Vision al ESA. A fost lansată la 14 aprilie 2023 și, după o serie de survolări în sistemul solar interior, este de așteptat să ajungă la Jupiter în 2031. În 2012, Agenția Spațială Europeană a selectat JUpiter ICy moon Explorer (JUICE) ca prima sa misiune mare, înlocuind contribuția sa la EJSM, Jupiter Ganymede Orbiter (JGO). Parteneriatul pentru Europa Jupiter System Mission s-a încheiat de atunci, dar NASA va continua să contribuie la misiunea europeană cu hardware și un instrument.

## Misiuni viitoare
Europa Clipper este o misiune propusă de NASA pentru a se concentra pe studierea satelitului Europa a lui Jupiter. Misiunea propusă ar urma să fie lansată la începutul anilor 2020 și să ajungă la Europa după o croazieră de 6,5 ani. Nava spațială ar zbura pe lângă Lună de 32 de ori pentru a minimiza daunele cauzate de radiații. Este programată să se lanseze la 10 octombrie 2024..